# کابل ارتباطی زیردریایی

سطح مقطع یک کابل ارتباطی زیردریایی مدرن
1 – پلی‌اتیلن
2 – نوار مایلار
3 – سیم فولاد استاندارد
4 – ضدآب آلومینیم
5 – پلی‌کربنات
6 – مس یا لوله آلومینیومی
7 – ژله پترولیوم
8 – فیبر نوری

کابل ارتباطی زیردریایی (انگلیسی: Submarine communications cable) کابلی مستقر در بستر دریا و میان دو ایستگاه زمینی است که انتقال سیگنال‌های مخابراتی را در امتداد اقیانوس ممکن می‌سازد. اولین کابل‌های ارتباطی زیردریایی در دهه ۱۸۵۰ برای انتقال ترافیک تلگراف ساخته و نصب شدند. نسل‌های بعدی کابل، برای انتقال ترافیک تلفن و سپس انتقال داده نصب شدند. کابل‌های مدرن از فناوری فیبر نوری برای انتقال داده‌های دیجیتال استفاده می‌کنند که شامل: تلفن، اینترنت و ترافیک داده‌های خصوصی است.
کابل‌های مدرن معمولاً حدود ۱ اینچ (۲۵ میلی‌متر) قطر دارند و حدود ۲٫۵ تن در هر مایل (۱٫۴ تن در هر کیلومتر) وزن دارند و بیشتر در بخش‌های عمیق دریایی در نزدیکی ساحل اجرا می‌شوند. کابل‌های زیردریایی تمام قاره‌های جهان به جز جنوبگان را متصل می‌کردند، زمانی که جاوه در سال ۱۸۷۱ به داروین (استرالیا) متصل شد، در سال ۱۸۷۲ با اتصال از طریق خط تلگراف زمینی استرالیا به آدلاید در جنوب استرالیا و از آنجا به دیگر نقاط استرالیا متصل شد.